# هنر رمانسک در کانتابریا

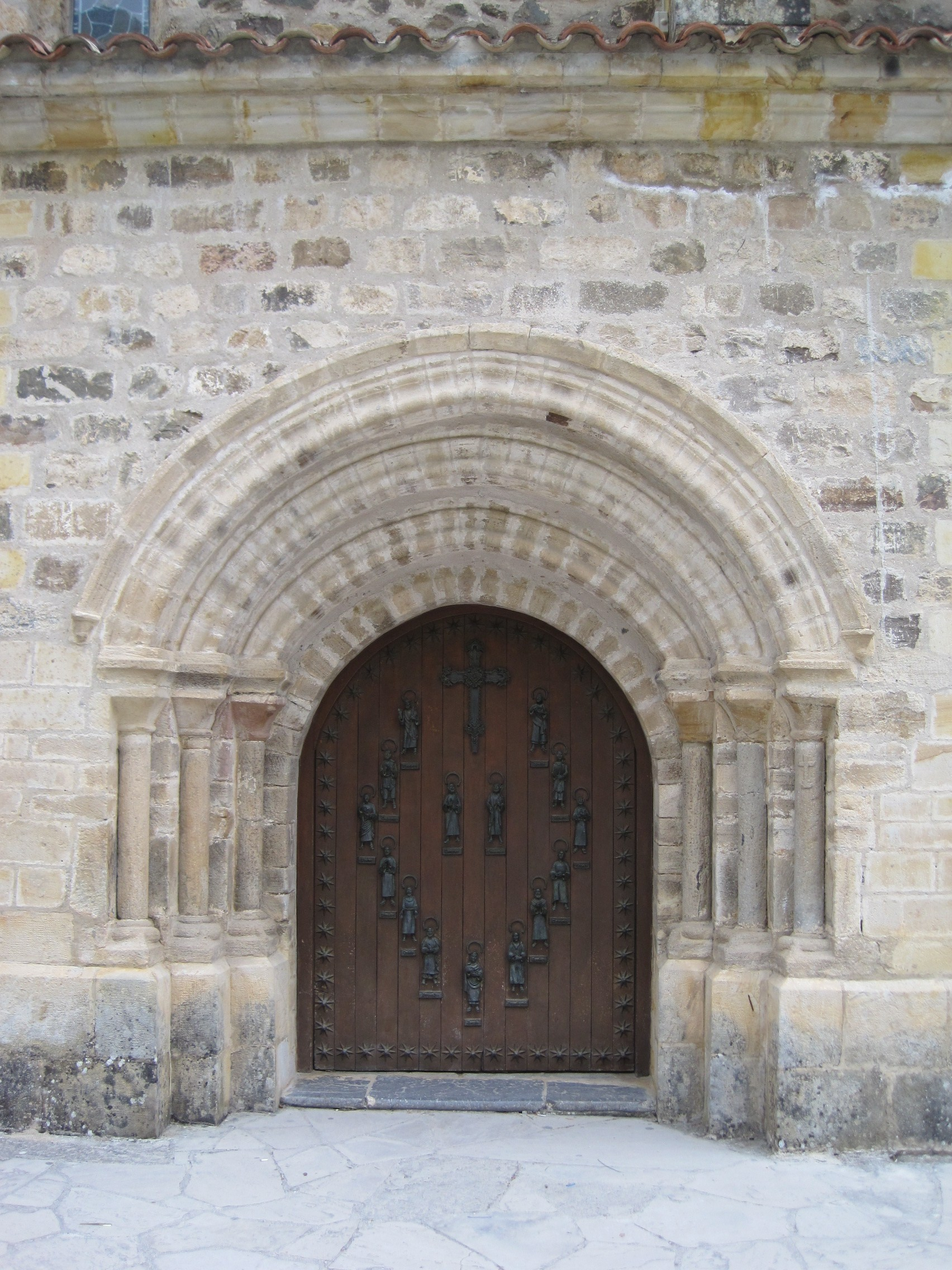
درگاه یک صومعه رمانسک

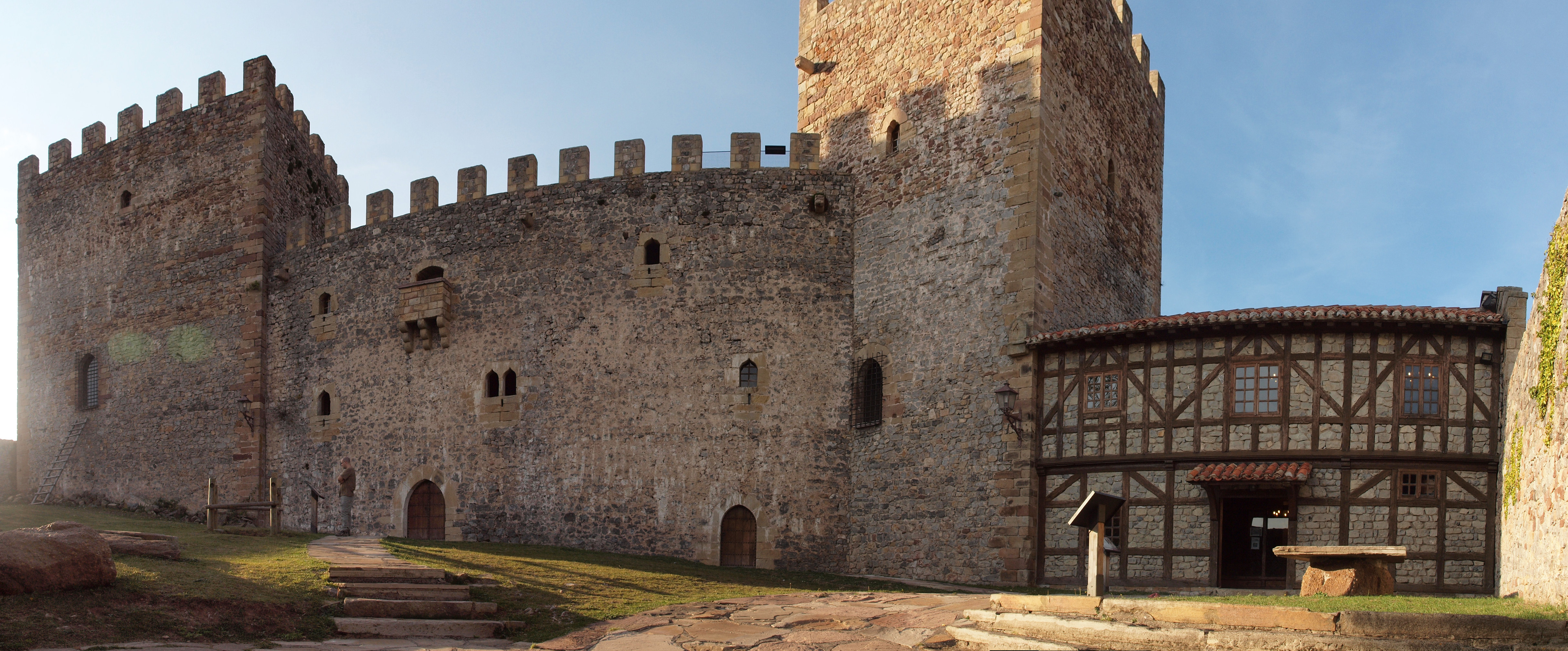
قلعه آرگوئسو

رُمانسک در کانتابریا  اسامی کتاب‌شناختی متفاوتی دارد و زیربخشی از هنر رُمانسک است که در استان کانتابریا در اسپانیا واقع شده و تجانس جغرافیایی، تاریخی و فرهنگی آن امکان شناسایی ویژگی‌های سبکی خود را فراهم کرده است، اگرچه آنها تا حد زیادی با ویژگی‌های رمانسک کاستیل یا رومانس آستوریایی منطبق هستند. این ناحیه در قرن‌های یازده و دوازدهم میلادی بخشی از یک نهاد سیاسی بود و بخشی از پادشاهی کاستیل محسوب می‌شد و در دوران رژیم باستانی نام‌های دیگری مانند Asturias de Santillana یا La Montaña نیز داشت.
برای برخی منابع، سبک رمانسک این منطقه، بر خلاف سبک دیگر مناطق، با «فقر» و «تواضع» کارگاه‌های آن مشخص می‌شود، که در تصاویر منعکس شده است، که تنها با تعداد کمی از تصاویر عیسی مصلوب شده و باکره از قرن سیزدهم متمایز هستند.
کانتابریا دارای اسقف نشین مخصوص خود نبود و به اسقف نشین بورگوس تعلق داشت و لذا نهادهای کلیسایی اصلی صومعه‌ها (سانتا ماریا د پورتو د سانتونا یا سانتو توربیو د لیبانا) و کلیساهای دانشگاهی بودند: «پنج کلیسای دانشگاهی کانتابریا علیرغم اینکه بین یک سوم پایانی قرن یازدهم تا اواسط قرن دوازدهم ساخته شده‌اند، به وضوح با یکدیگر متفاوت هستند.» در سرتاسر کانتابریا، چه در دوره کامل رومانسک و چه در دوره رومانسک متأخر قرن سیزدهم، کلیساهای شهری با شخصیتی قوی و کیفیت قابل توجهی در سنگ کاری خود (آشلارها، طاق‌ها، سرستون‌های کنده‌کاری شده و تزئینات مجسمه‌سازی) با ویژگی‌های متفاوت بسته به منطقه (دره کامپو، والدردیبل، والدئولا، لیبانا، بسیا، ولس پسیگوس، ساحل و غیره) ساخته شده‌اند.

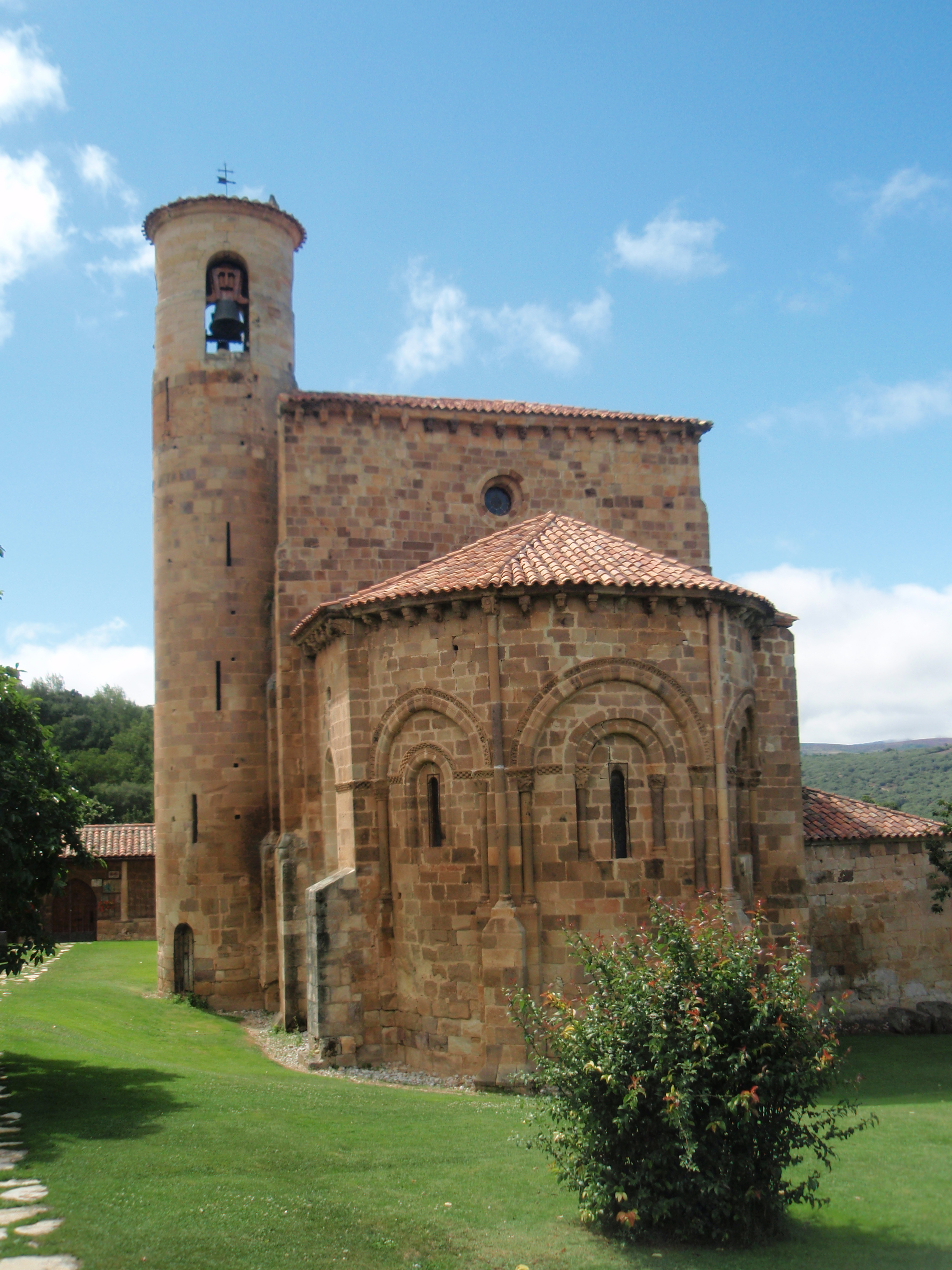
سنت مارتین الین
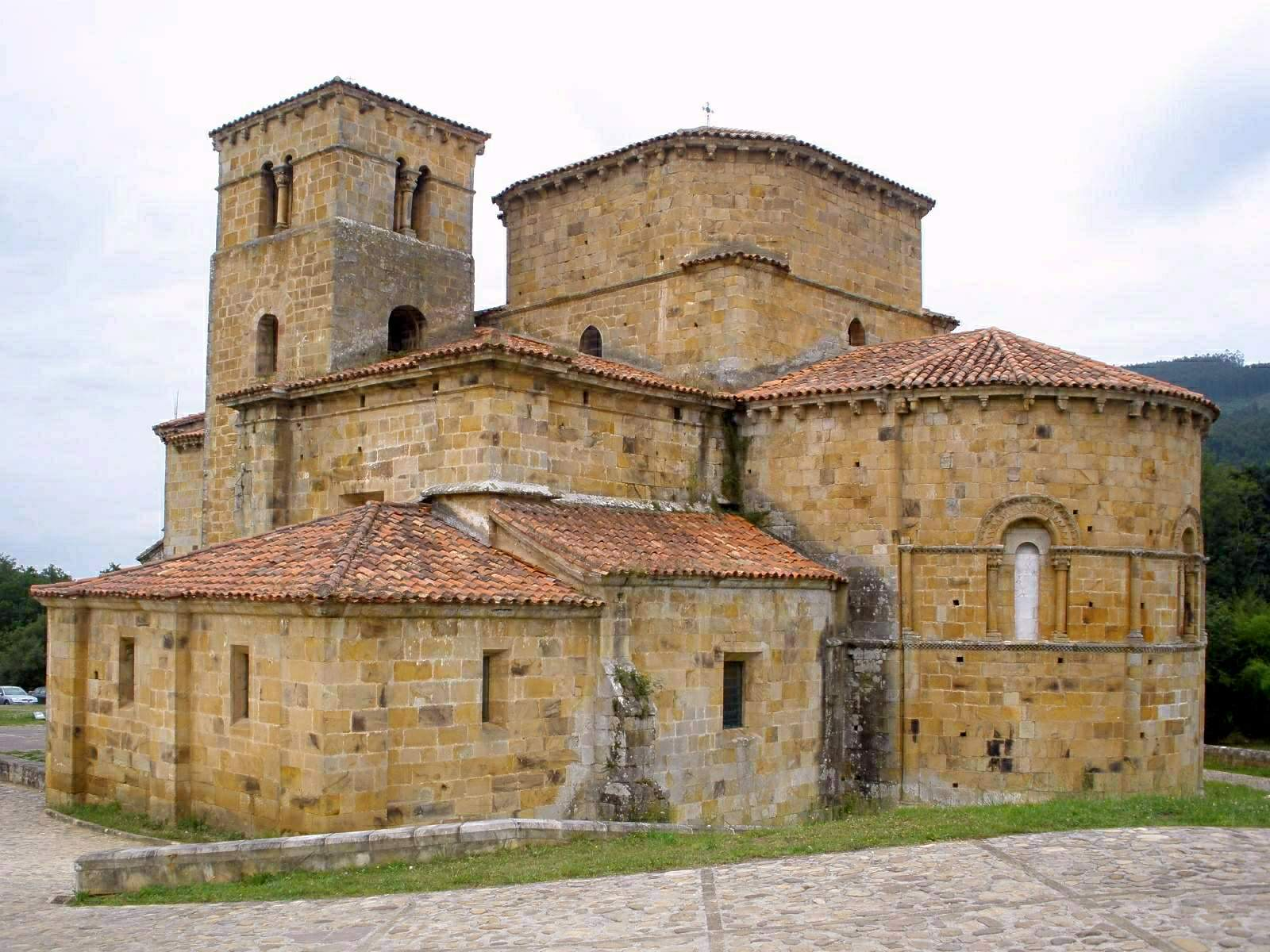
صلیب مقدس کاستاندا
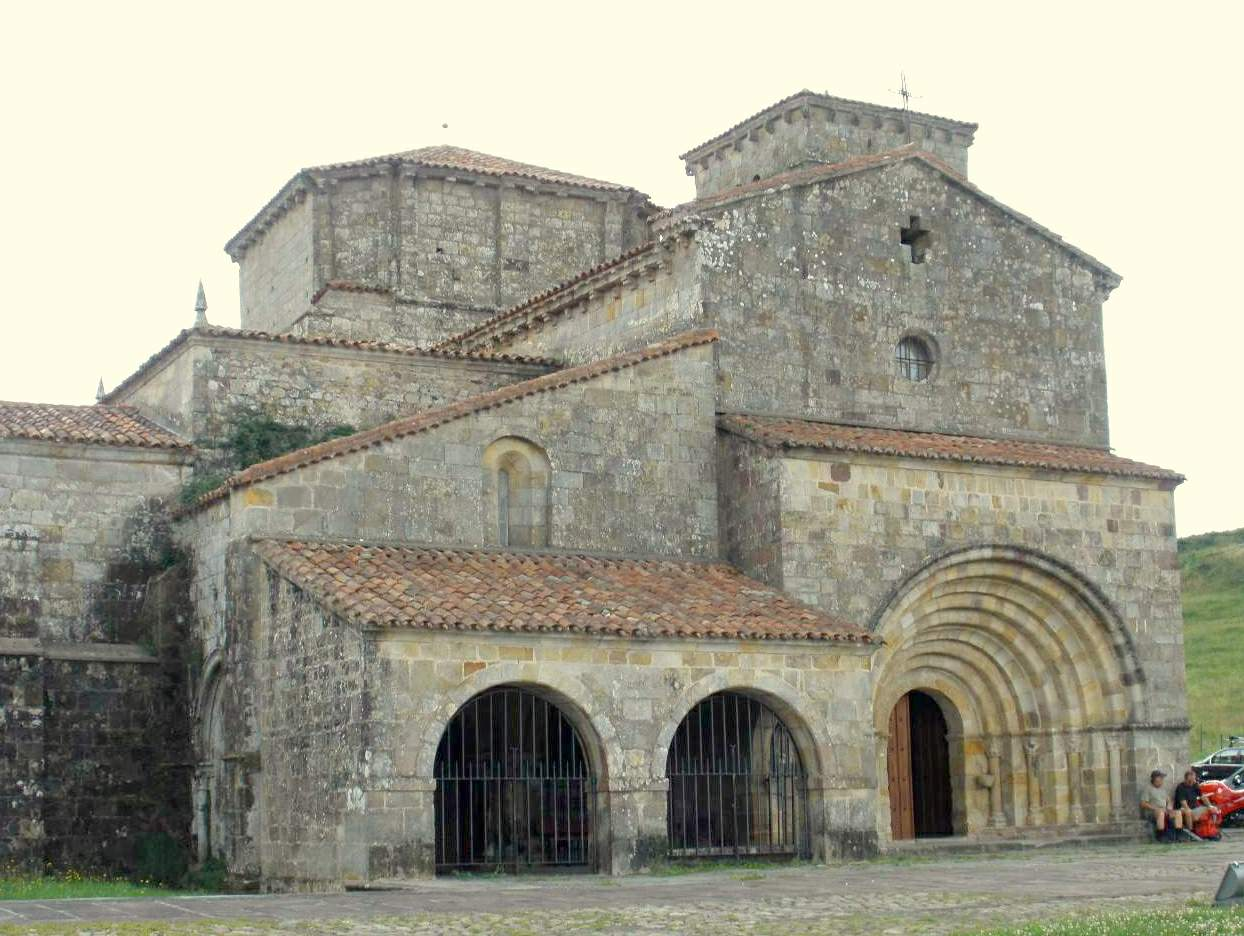
ایدم
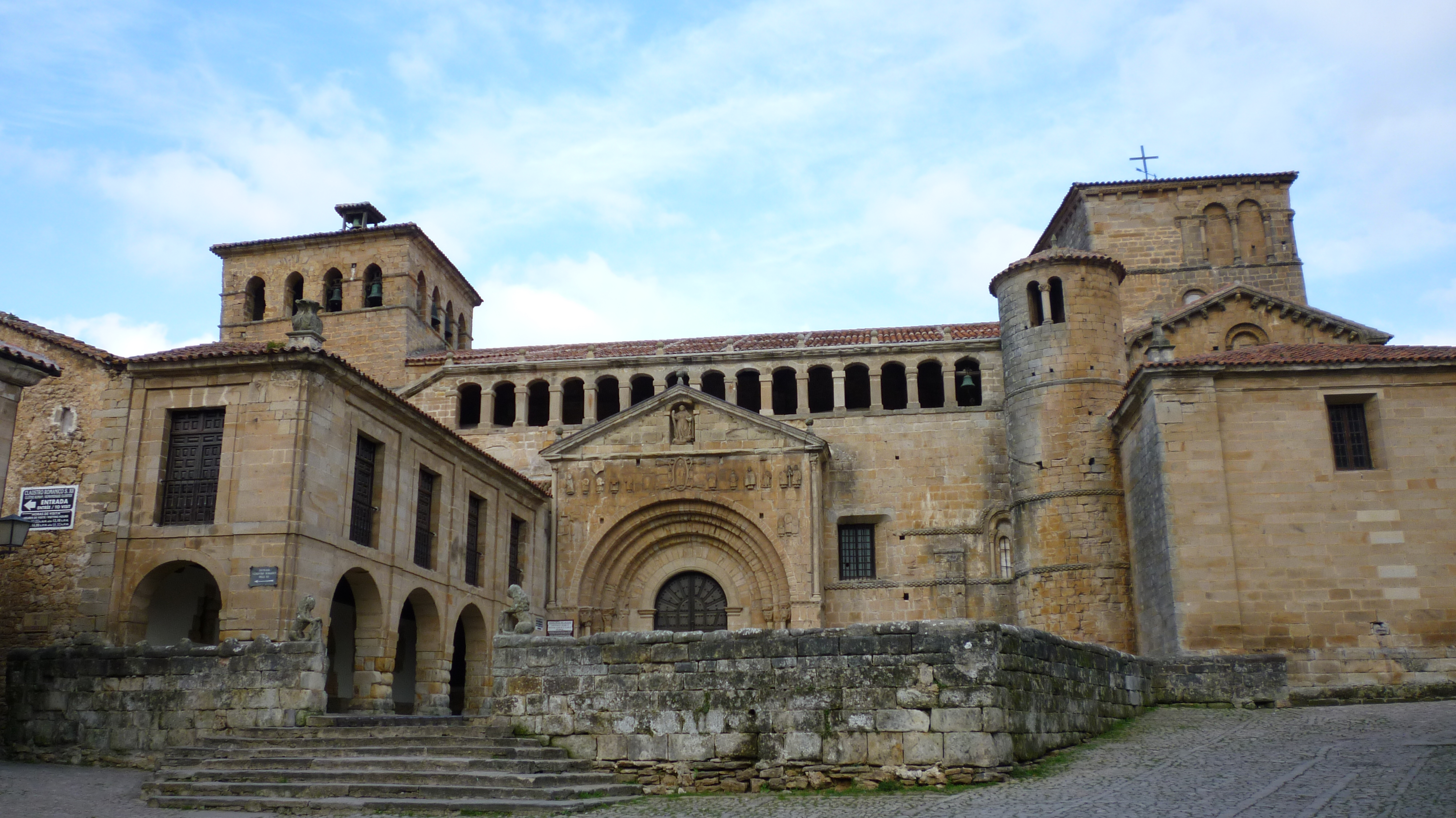
سنت جولیانا از سانتیلانا دل مار
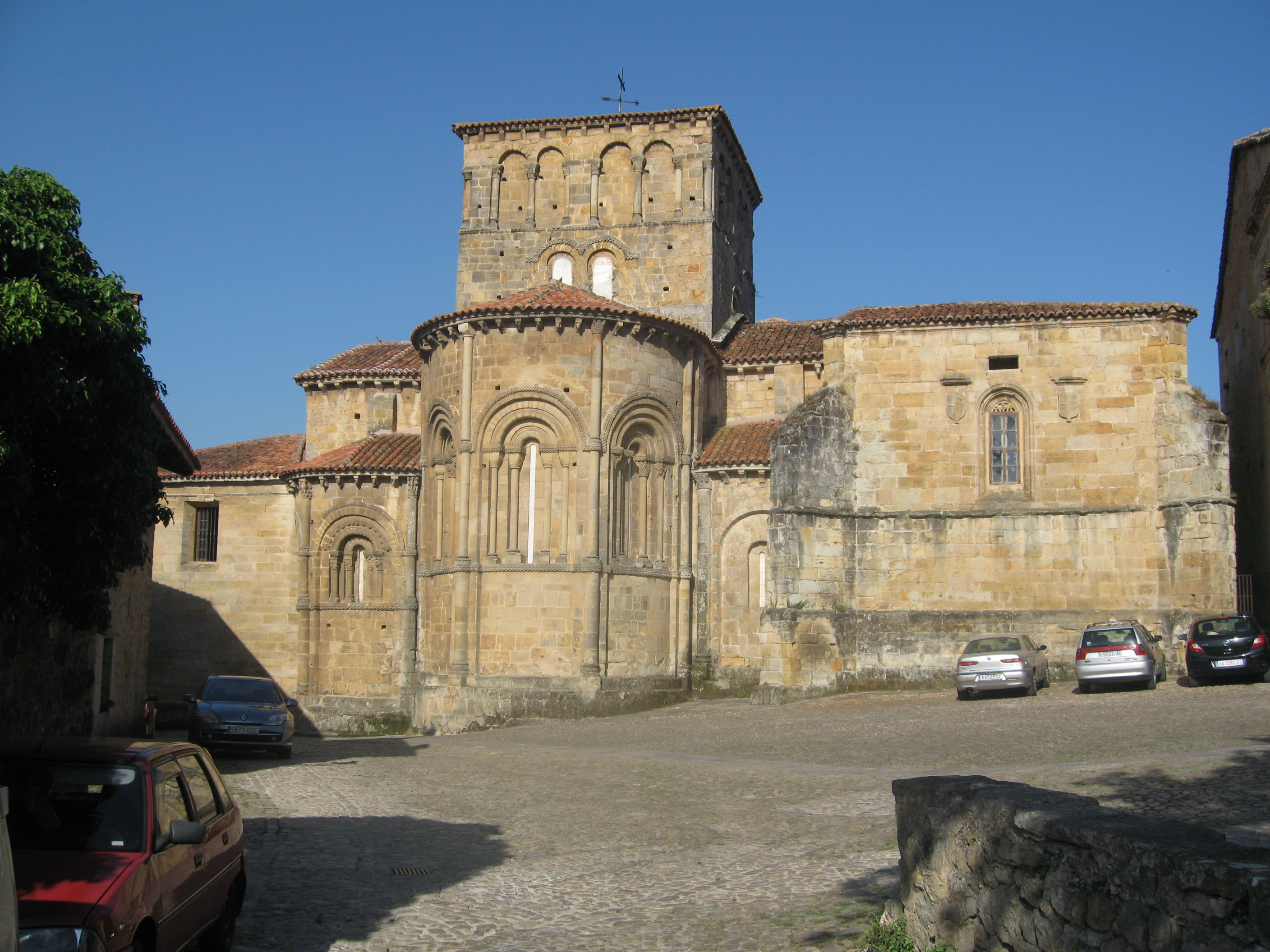
ایدم
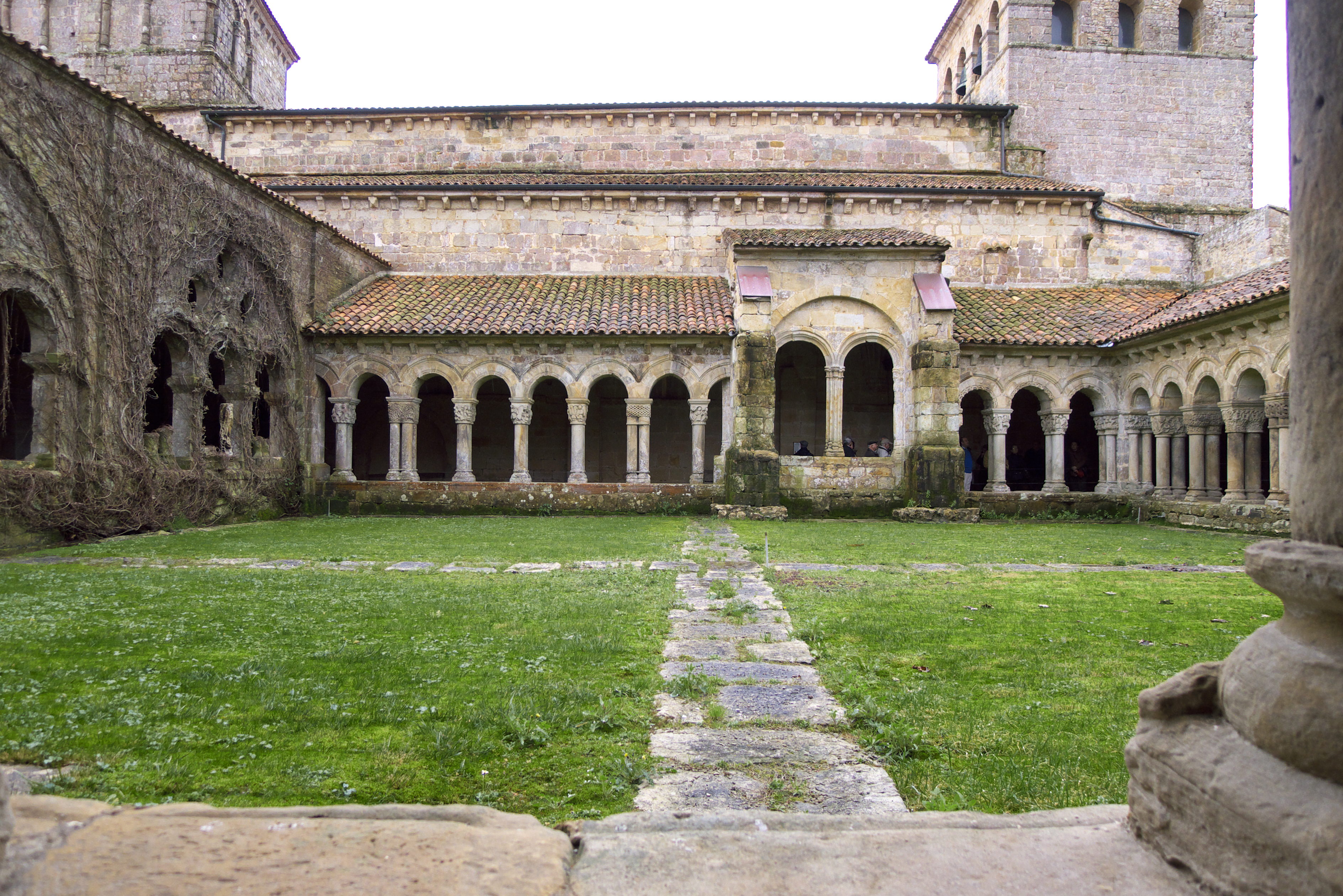
ایدم
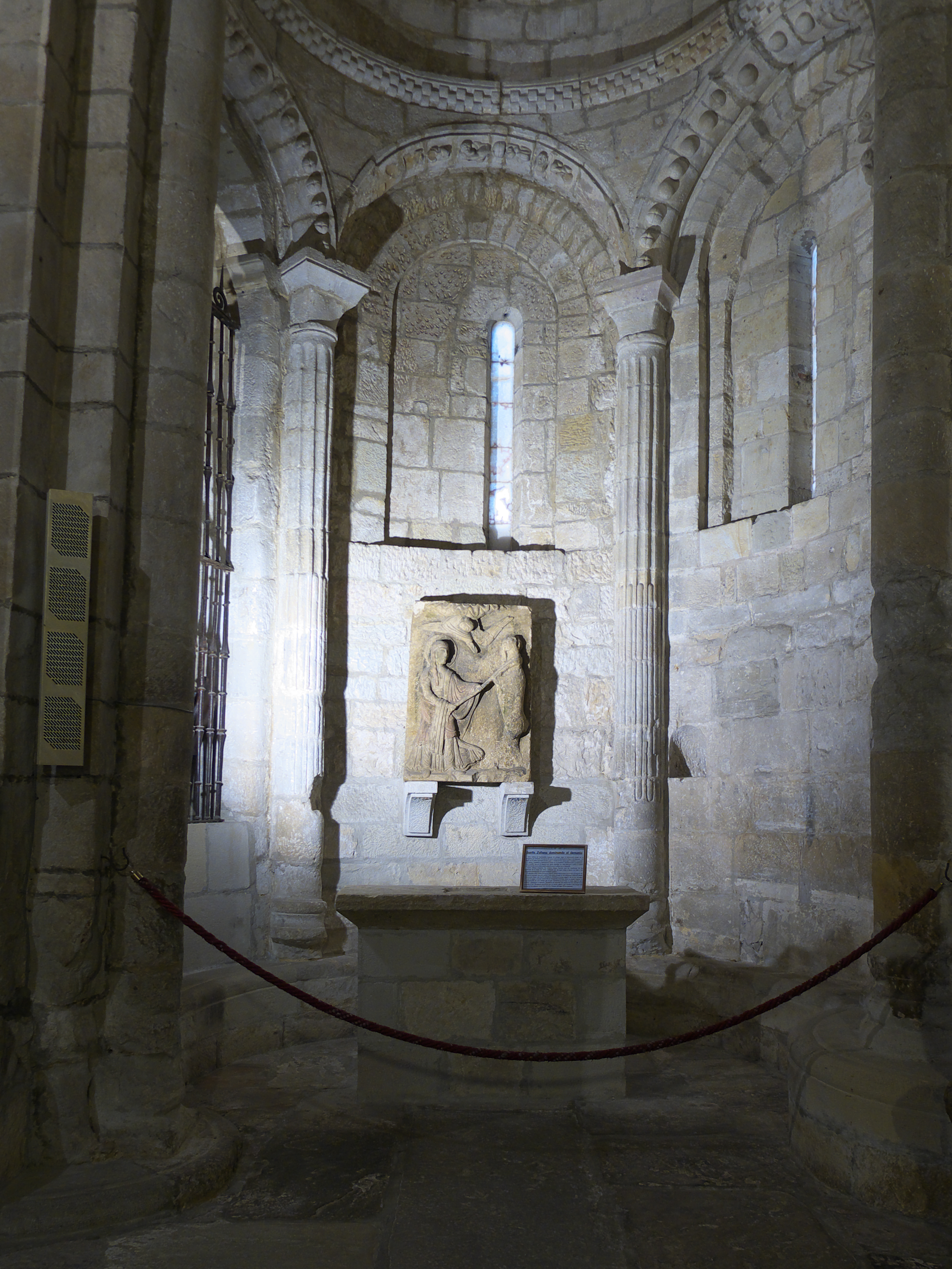
ایدم
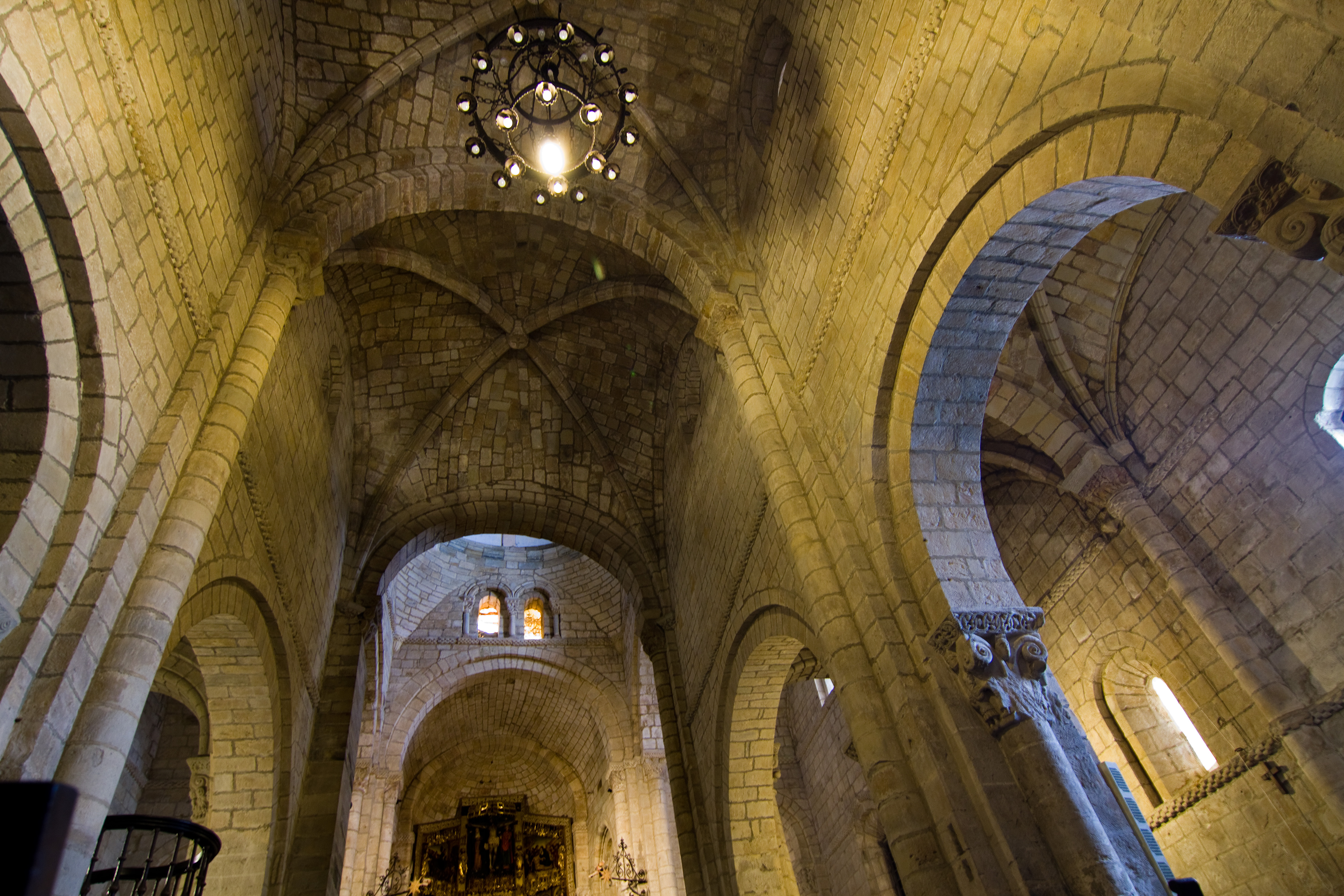
ایدم
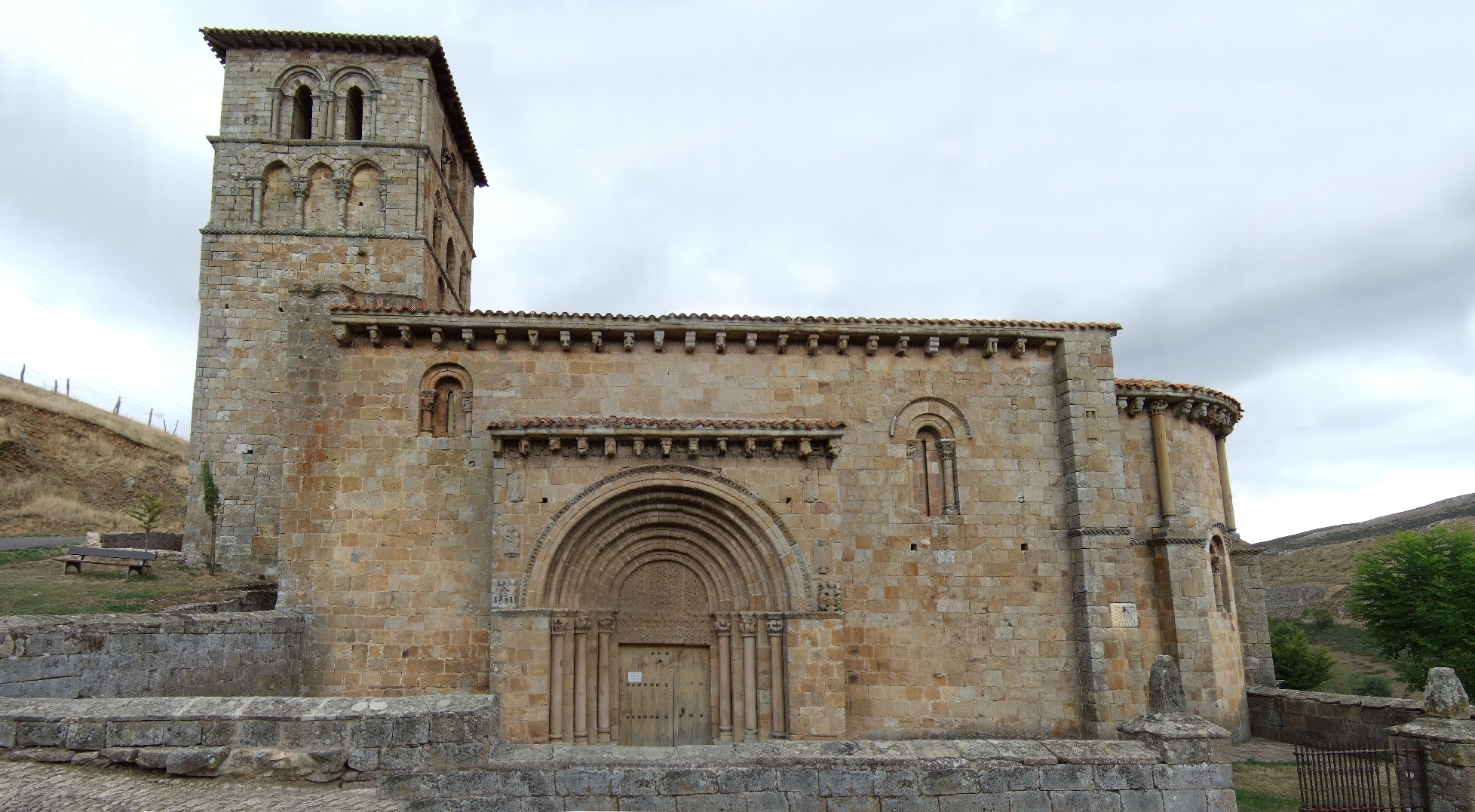

تا زمان‌های نسبتاً اخیر، مطالعات در مورد این منطقه کمیاب بود. در اواخر سال ۱۹۷۵، مورخ هنر خوان خوزه مارتین گونزالس، به استثنای کار محققان اصلی محلی، به این فقدان اشاره کرد: «هیچ تک نگاری جامعی دربارهٔ هنر رمانسک در استان سانتاندر وجود ندارد. در راهنمای خوزه سیمون کابارگا (سانتاندر و استان آن، ۱۹۶۵) کتابشناسی وجود ندارد. از پایان قرن بیستم و در قرن بیست و یک، این کمبودها با ابتکار محققانی مانند میگل آنجل گارسیا گینه و توسعه پروژه‌هایی مانند مرکز تفسیر رمانسک در کانتابریا در کلیسای سانتا ماریا لا مایور جبران شده است.